# Joan de Montsó
Joan de Montsó (en francès: Jean de Monzon, en castellà: Juan de Monzón) (València, c.1340 - p.1412) va ser un prominent teòleg tomista valencià de l'Orde dels Predicadors.

## Biografia
Estudià a Xàtiva, Lleida i Barcelona, ensenyant als convents dominics de Balaguer (1368), Lleida i València. Continuà estudiant a la Universitat d'Oxford i vers el 1375 a la facultat de teologia de la Universitat de París. Després d'haver exercit el lectorat a la seu valenciana (1381-1384) tornà a París per explicar els Quatre llibres de sentències de Pere Llombard, significant-se especialment per la seva posició contrària a la Immaculada Concepció de la Verge Maria. Aquesta polèmica doctrinal enfrontava als tomistes amb els nominalistes de Guillem d'Occam. El 1387 llegí la seva tesi doctoral en teologia a la Universitat de París, que acabà provocant que Pierre d'Ailly formulés 14 proposicions contra ell, aconseguint la seva condemna. Joan de Montsó marxà exiliat a Avinyó però Pierre d'Ailly i Jean Gerson iniciaren un procés contra ell. L'Orde dels Predicadors se solidaritzà amb Joan de Montsó i els dominics foren expulsats de la universitat parisenca fins al 1403. Durant el Cisma d'Occident canvià tres vegades de bàndol: primer fou partidari de Climent VII d'Avinyó, després passà a la indiferència practicada pel rei Pere IV d'Aragó «el Cerimoniós», i finalment passà a l'obediència romana. El rei Joan I d'Aragó «el Caçador» el posà sota la seva protecció, però el Papa incoà a la reina per tal que pressionés al seu marit a lliurar-li el teòleg valencià a efectes d'aquell procés. El monarca no va accedir i el 1396, any de la mort del sobirà, encara estava sota la seva protecció, que fou prosseguida pel rei Martí I d'Aragó «l'Eclesiàstic». Vers el 1412 es trobava a València i durant el Compromís de Casp fou delegat d'Alfons el Vell, duc de Gandia durant el Parlament d'Alcanyís.

## Obra
Al segle xvii les seves obres encara es conservaven a València, però actualment s'han dispersat o s'han perdut:
- Tractas sobre el cisme d'Occident (Bibl. Nat. Paris ms. lat. 1.466; i Bibl. Escorial ms. lat. H. III. 22) 
  - Defensio conclusionis posite in lectura Sententiarum (1387)
  - Glossulae super librum Perihermeneias y Littera super 14 propositionibus condemnatis (1387)
- Traducció al català dels Sermons de Sant Bernat sobre el Càntic dels Càntics (1392-1395) (només es conserva el Pròleg; ACA, Cartes reials de Joan I, núm. 1.061)